# Bellou-en-Houlme
Bellou-en-Houlme ist eine französische Gemeinde mit 1.031 Einwohnern (Stand: 1. Januar 2022) im Département Orne in der Region Normandie. Sie gehört zum Arrondissement Argentan und zum Kanton La Ferté-Macé (bis 2015: Kanton Messei). Die Einwohner werden Bellouins genannt.

## Geografie
Bellou-en-Houlme liegt etwa 28 Kilometer westsüdwestlich von Argentan. Hier entspringt das Flüsschen Val du Breuil, durchquert das Gemeindegebiet und entwässert zur Rouvre. Umgeben wird Bellou-en-Houlme von den Nachbargemeinden Landigou im Norden und Nordwesten, Durcet und Sainte-Opportune im Norden, Briouze im Osten und Nordosten, Le Ménil-de-Briouze im Osten und Südosten, La Coulonche im Süden, La Ferrière-aux-Étangs im Südwesten, Saires-la-Verrerie im Westen sowie Échalou im Nordwesten.

## Bevölkerungsentwicklung
| 1962                      | 1968 | 1975 | 1982 | 1990 | 1999 | 2006 | 2013 |
| ------------------------- | ---- | ---- | ---- | ---- | ---- | ---- | ---- |
| 1155                      | 1072 | 926  | 961  | 912  | 954  | 1042 | 1120 |
| Quelle: Cassini und INSEE |      |      |      |      |      |      |      |

## Sehenswürdigkeiten
- Kirche Notre-Dame
- Schloss Dieufit aus dem Jahre 1865, seit 2012 Monument historique[1]

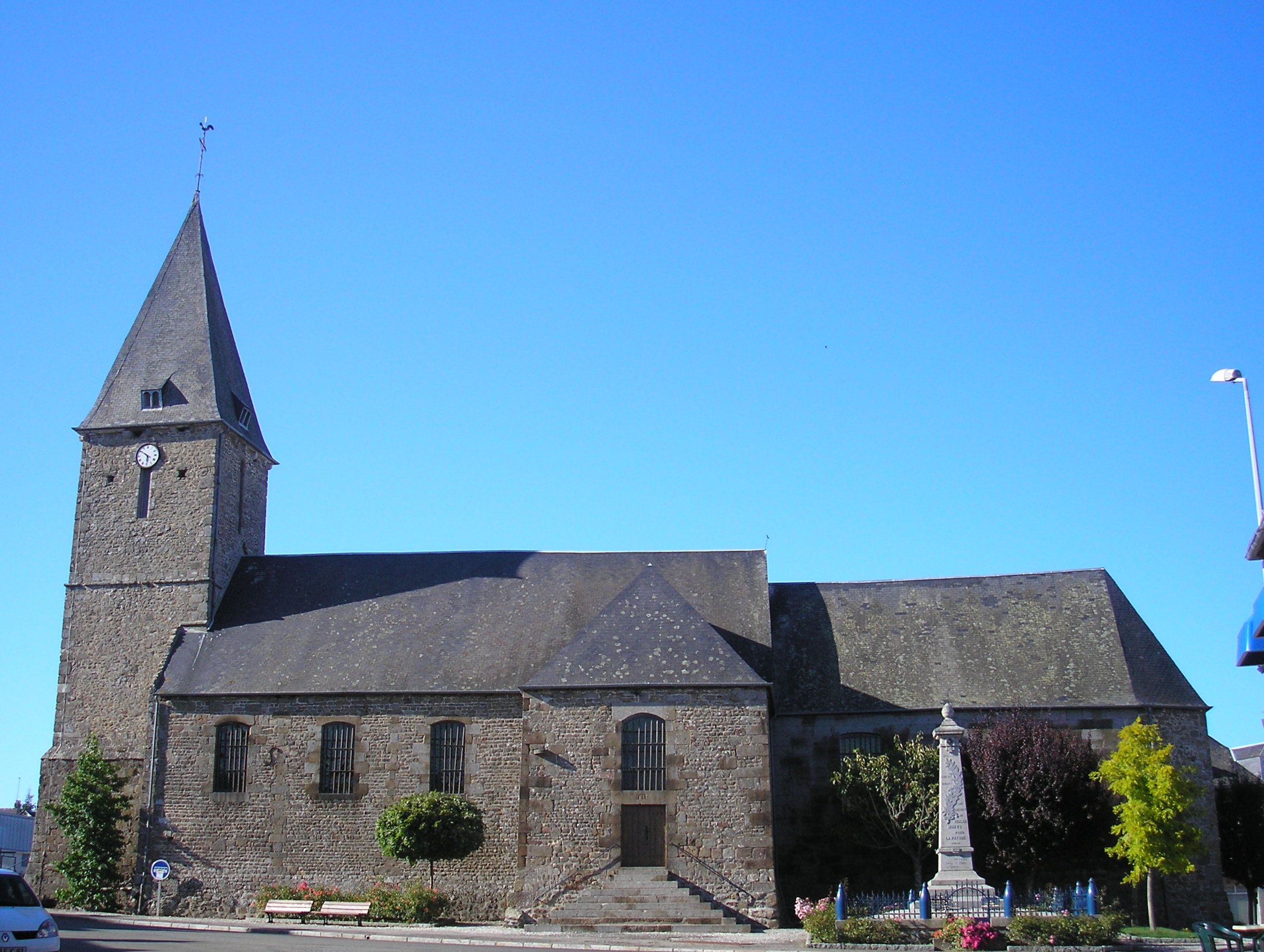
Kirche Notre-Dame

## Gemeindepartnerschaft
Mit der deutschen Gemeinde Wehretal in Hessen besteht seit 1992 eine Partnerschaft. 